# Мужчины остаются дома
«Мужчины остаются дома» (эст.: Mehed jäävad koju) — советский короткометражная комедия 1956 года режиссёра Игоря Ельцова, его ВГИКовская дипломная работа, снятая на киностудии «Таллинфильм».

## Сюжет
Мать должна отправиться в деревню на два дня. Она беспокоится о том, как её муж и маленький сын останутся одни. Отец, говорит, что всё будет в порядке, ведь «на хозяйстве» дома остаются мужчины. Но мама всё-таки оставляет папе точные инструкции: как варить молоко и кашу, ну и не пускать на кухню кошку. Руководство хорошее, но реальная жизнь вносит свои коррективы. Молоко выкипает, каша невкусная, что-то не так с кошкой. Папа умаявшись идёт смотреть футбол, а сын в это время, естественно, шалит. Отец наказывает сына. Сын обижается и убегает из дома. Это положит начало цепочке трагикомичных и забавных событий, которые, однако, благополучно заканчиваются… в отделении милиции.

## В ролях
- Антс Эскола — отец
- Линда Руммо — мать
- Арво Таха — сын

## О фильме
Фильм считался уничтоженным после того как режиссёр стал «невозвращенцем», но в 2000-х годах выяснилось, что одна копия была тайно сохранена и в 2009 году фильм стал доступен зрителю.